# PSR B1257+12 C
PSR B1257+12 C（固有名:Phobetor）は、おとめ座の方角に約2000光年の位置にある太陽系外惑星である。PSR B1257+12 Cは太陽系外で見つかった最初の惑星の1つで、パルサーPSR B1257+12の周囲を公転する第3惑星であることが知られている。地球の約4倍の質量を持つ。

## 名称
PSR B1257+12の惑星は、親星からの距離の順にA,B,C,Dと名付けられている。これらの名前が太陽系外惑星の通常の命名規則と異なるのは、この惑星が発見された時点では、太陽系外惑星の命名の慣習が出来上がっていなかったためである。太陽系外で発見された初めての惑星であり、またパルサーの周りを公転する惑星であったため、大文字のBとCという名前を与えられた。最初の2つより内側の軌道を通る3番目の惑星が系の中に発見されると、Aという名前が付けられた。ペガスス座51番星に惑星が発見されるとペガスス座51番星bという命名法が提案されたが、これらの惑星は改名されなかった。
2019年のNameExoWorldsでこの惑星には固有名が与えられた。その固有名はPhobetorでポベートールにちなむ。